# Torneo internacional sub-12 de fútbol 7 de Arona 2018
El Torneo Internacional LaLiga Promises de Arona 2018, es la 23ª edición del torneo de fútbol base que disputan los equipos sub-12 (infantiles de primer año) en la modalidad de fútbol 7 mediante invitación de la propia organización. 
Celebrada en el mes de diciembre en el Estadio Antonio Domínguez de la ciudad de Arona (Santa Cruz de Tenerife), la competición reunirá a diez equipos de LaLiga y seis conjuntos internacionales de categoría.
Este torneo representa la evolución definitiva de un evento mundial creado por la Fundación El Larguero, que se basa en más de 20 años de experiencia en la organización de torneos de fútbol base en España, con el respaldo de LaLiga y su experiencia.

## Participantes
Los participantes son dieciséis equipos infantiles de primer año que por medio de invitación de la organización disputan la XXIII edición del torneo. Se dividen en cuatro grupos de cuatro equipos, en los que los dos primeros clasificados pasan a disputar la fase final.
| Participantes  | Participantes      | Participantes     | Participantes       |
| -------------- | ------------------ | ----------------- | ------------------- |
| Abu Dhabi Team | Atlético de Madrid | Borussia Dortmund | CD Tenerife         |
| FC Barcelona   | Inter de Milán     | Juventus          | París Saint-Germain |
| Real Betis     | RCD Espanyol       | Real Madrid       | Sevilla FC          |
| SL Benfica     | UD Las Palmas      | Valencia CF       | Villarreal CF       |

## Fase de grupos

### Grupo A
- Todos los horarios corresponden a la hora local de Arona (UTC).

| Equipo              | Pts | PJ | PG | PE | PP | GF | GC | Dif |
| ------------------- | --- | -- | -- | -- | -- | -- | -- | --- |
| Valencia CF         | 9   | 3  | 3  | 0  | 0  | 13 | 3  | +10 |
| París Saint-Germain | 6   | 3  | 2  | 0  | 1  | 7  | 3  | +4  |
| FC Barcelona        | 3   | 3  | 1  | 0  | 2  | 7  | 5  | +2  |
| CD Tenerife         | 0   | 0  | 0  | 3  | 0  | 0  | 16 | -16 |

| 27 de diciembre de 2018, 12:00 | FC Barcelona | 5 - 0 | CD Tenerife | Estadio Antonio Domínguez, Arona |  |

| 27 de diciembre de 2018, 18:30 | Valencia CF | 3 - 1 | Paris Saint-Germain | Estadio Antonio Domínguez, Arona |  |

| 27 de diciembre de 2018, 18:30 | FC Barcelona | 0 - 2 | Paris Saint-Germain | Estadio Antonio Domínguez, Arona |  |

| 27 de diciembre de 2018, 18:30 | CD Tenerife | 0 - 7 | Valencia CF | Estadio Antonio Domínguez, Arona |  |

| 28 de diciembre de 2018, 18:00 | FC Barcelona | 2 - 3 | Valencia CF | Estadio Antonio Domínguez, Arona |  |

| 28 de diciembre de 2018, 17:00 | CD Tenerife | 0 - 4 | Paris Saint-Germain | Estadio Antonio Domínguez, Arona |  |

### Grupo B
- Todos los horarios corresponden a la hora local de Arona (UTC).

| Equipo             | Pts | PJ | PG | PE | PP | GF | GC | Dif |
| ------------------ | --- | -- | -- | -- | -- | -- | -- | --- |
| Villarreal CF      | 7   | 3  | 2  | 1  | 0  | 2  | 0  | +2  |
| Inter de Milán     | 5   | 3  | 1  | 2  | 0  | 2  | 1  | +1  |
| SL Benfica         | 3   | 3  | 1  | 0  | 2  | 1  | 2  | -1  |
| Atlético de Madrid | 1   | 3  | 0  | 1  | 2  | 1  | 3  | -2  |

| 27 de diciembre de 2018, 11:30 | Inter de Milán | 0 - 0 | Villarreal CF | Estadio Antonio Domínguez, Arona |  |

| 27 de diciembre de 2018, 11:30 | Atlético de Madrid | 0 - 1 | SL Benfica | Estadio Antonio Domínguez, Arona |  |

| 28 de diciembre de 2018, 17:30 | Atlético de Madrid | 0 - 1 | Villarreal CF | Estadio Antonio Domínguez, Arona |  |

| 28 de diciembre de 2018, 17:30 | SL Benfica | 0 - 1 | Inter de Milán | Estadio Antonio Domínguez, Arona |  |

| 28 de diciembre de 2018, 11:00 | SL Benfica | 0 - 1 | Villarreal CF | Estadio Antonio Domínguez, Arona |  |

| 28 de diciembre de 2018, 17:30 | Atlético de Madrid | 1 - 1 | Inter de Milán | Estadio Antonio Domínguez, Arona |  |

### Grupo C
- Todos los horarios corresponden a la hora local de Arona (UTC).

| Equipo         | Pts | PJ | PG | PE | PP | GF | GC | Dif |
| -------------- | --- | -- | -- | -- | -- | -- | -- | --- |
| Sevilla FC     | 9   | 3  | 3  | 0  | 0  | 12 | 1  | +11 |
| RCD Espanyol   | 6   | 3  | 2  | 0  | 1  | 5  | 2  | +3  |
| Juventus       | 3   | 3  | 1  | 0  | 2  | 5  | 3  | +3  |
| Abu Dhabi Team | 0   | 3  | 0  | 0  | 3  | 0  | 16 | -16 |

| 27 de diciembre de 2018, 11:00 | Juventus | 0 - 1 | RCD Espanyol | Estadio Antonio Domínguez, Arona |  |

| 27 de diciembre de 2018, 11:00 | Sevilla FC | 8 - 0 | Abu Dhabi Team | Estadio Antonio Domínguez, Arona |  |

| 28 de diciembre de 2018, 17:00 | Sevilla FC | 2 - 0 | RCD Espanyol | Estadio Antonio Domínguez, Arona |  |

| 28 de diciembre de 2018, 17:00 | Juventus | 4 - 0 | Abu Dhabi Team | Estadio Antonio Domínguez, Arona |  |

| 28 de diciembre de 2018, 11:30 | RCD Espanyol | 4 - 0 | Abu Dhabi Team | Estadio Antonio Domínguez, Arona |  |

| 28 de diciembre de 2018, 12:30 | Sevilla FC | 2 - 1 | Juventus | Estadio Antonio Domínguez, Arona |  |

### Grupo D
- Todos los horarios corresponden a la hora local de Arona (UTC).

| Equipo            | Pts | PJ | PG | PE | PP | GF | GC | Dif |
| ----------------- | --- | -- | -- | -- | -- | -- | -- | --- |
| Real Betis        | 9   | 3  | 3  | 0  | 0  | 8  | 2  | +6  |
| Real Madrid       | 6   | 3  | 2  | 0  | 1  | 4  | 4  | 0   |
| Borussia Dortmund | 3   | 3  | 1  | 0  | 2  | 4  | 5  | -1  |
| UD Las Palmas     | 0   | 3  | 0  | 0  | 3  | 1  | 6  | -5  |

| 27 de diciembre de 2018, 12:30 | Real Madrid | 2 - 0 | UD Las Palmas | Estadio Antonio Domínguez, Arona |  |

| 27 de diciembre de 2018, 12:30 | Real Betis | 3 - 1 | Borussia Dortmund | Estadio Antonio Domínguez, Arona |  |

| 27 de diciembre de 2018, 18:00 | Real Madrid | 1 - 0 | Borussia Dortmund | Estadio Antonio Domínguez, Arona |  |

| 27 de diciembre de 2018, 18:00 | Real Betis | 1 - 0 | UD Las Palmas | Estadio Antonio Domínguez, Arona |  |

| 28 de diciembre de 2018, 17:30 | Borussia Dortmund | 3 - 1 | UD Las Palmas | Estadio Antonio Domínguez, Arona |  |

| 28 de diciembre de 2017, 18:30 | Real Madrid | 1 - 4 | Real Betis | Estadio Antonio Domínguez, Arona |  |

## Fase Final
La fase final la disputan los dos primeros equipos de cada grupo.
- Todos los horarios corresponden a la hora local de Arona (UTC).

|  | Cuartos de final        | Cuartos de final        |                |                     | Semifinales             | Semifinales             |  |                | Final                   | Final                   |  |
|  | 29 de diciembre de 2018 | 29 de diciembre de 2018 |                |                     | 29 de diciembre de 2018 | 29 de diciembre de 2018 |  |                | 29 de diciembre de 2018 | 29 de diciembre de 2018 |  |
|  |                         |                         |                |                     |                         |                         |  |                |                         |                         |  |
|  |                         |                         |                |                     |                         |                         |  |                |                         |                         |  |
|  | Villarreal CF           | 0                       |                |                     |                         |                         |  |                |                         |                         |  |
|  | Villarreal CF           | 0                       |                |                     |                         |                         |  |                |                         |                         |  |
|  | Paris Saint-Germain     | 1                       |                |                     |                         |                         |  |                |                         |                         |  |
|  | Paris Saint-Germain     | 1                       |                | Paris Saint-Germain | 1                       |                         |  |                |                         |                         |  |
|  |                         |                         |                | Paris Saint-Germain | 1                       |                         |  |                |                         |                         |  |
|  |                         |                         | Inter de Milán | 3                   |                         |                         |  |                |                         |                         |  |
|  | Valencia CF             | 0                       | Inter de Milán | 3                   |                         |                         |  |                |                         |                         |  |
|  | Valencia CF             | 0                       |                |                     |                         |                         |  |                |                         |                         |  |
|  | Inter de Milán          | 1                       |                |                     |                         |                         |  |                |                         |                         |  |
|  | Inter de Milán          | 1                       |                |                     |                         |                         |  | Inter de Milán | 1 (1)                   |                         |  |
|  |                         |                         |                |                     |                         |                         |  | Inter de Milán | 1 (1)                   |                         |  |
|  |                         |                         | Real Madrid CF | 1 (2)               |                         |                         |  |                |                         |                         |  |
|  | Sevilla FC              | 0 (4)                   | Real Madrid CF | 1 (2)               |                         |                         |  |                |                         |                         |  |
|  | Sevilla FC              | 0 (4)                   |                |                     |                         |                         |  |                |                         |                         |  |
|  | Real Madrid CF          | 0 (5)                   |                |                     |                         |                         |  |                |                         |                         |  |
|  | Real Madrid CF          | 0 (5)                   |                | Real Madrid CF      | 3                       |                         |  |                |                         |                         |  |
|  |                         |                         |                | Real Madrid CF      | 3                       |                         |  |                |                         |                         |  |
|  |                         |                         | Real Betis     | 1                   |                         |                         |  |                |                         |                         |  |
|  | Real Betis              | 0 (5)                   | Real Betis     | 1                   |                         |                         |  |                |                         |                         |  |
|  | Real Betis              | 0 (5)                   |                |                     |                         |                         |  |                |                         |                         |  |
|  | RCD Espanyol            | 0 (4)                   |                |                     |                         |                         |  |                |                         |                         |  |
|  | RCD Espanyol            | 0 (4)                   |                |                     |                         |                         |  |                |                         |                         |  |
|  |                         |                         |                |                     |                         |                         |  |                |                         |                         |  |

### Cuartos de final
| 29 de diciembre de 2017, 09:30 | Villarreal CF | 0 - 1 | Paris Saint-Germain | Estadio Antonio Domínguez, Arona |  |

| 29 de diciembre de 2017, 10:00 | Valencia CF | 0 - 1 | Inter de Milán | Estadio Antonio Domínguez, Arona |  |

| 29 de diciembre de 2017, 10:30 | Sevilla FC | 1 - 1 (4 - 5 p.) | Real Madrid CF | Estadio Antonio Domínguez, Arona |  |

| 29 de diciembre de 2017, 11:00 | Real Betis | 0 - 0 (5 - 4 p.) | RCD Espanyol | Estadio Antonio Domínguez, Arona |  |

### Semifinales
| 29 de diciembre de 2018, 17:30 | Paris Saint-Germain | 1 - 3 | Inter de Milán | Estadio Antonio Domínguez, Arona |  |

| 29 de diciembre de 2018, 18:10 | Real Madrid CF | 3 - 1 | Real Betis | Estadio Antonio Domínguez, Arona |  |

### Final
| 29 de diciembre de 2018, 20:00 | Inter de Milán | 1 - 1 (1 - 2 p.) | Real Madrid CF | Estadio Antonio Domínguez, Arona |  |

| Bandera de España                 |
| Campeón Real Madrid CF 7.° título |